# 대전용운초등학교
대전용운초등학교는 대한민국 대전광역시 동구에 있는 공립 초등학교이다.

## 학교 연혁
- 1986. 09. 01 18학급 편성 개교
- 1991. 11. 01 대전 대룡국민학교 분리
- 1993. 03. 01 대전 대암국민학교 분리
- 1996. 03. 01 교육부 지정 인성교육 자율시범학교 (96~97)
- 1998. 03. 01 대전광역시교육청 지정 열린교육 시범학교
- 2005. 03. 01 대전광역시교육청 지정 방과후교실 시범학교(05~06)
- 2006. 12. 30 장학지도 우수학교 교육감표창
- 2007. 10. 24 2007 학교평가 우수학교 교육감표창
- 2010. 02. 19 제23회 졸업(총 졸업생 4,410명)
- 2010. 03. 01 22학급 편성(특수학급 1포함)
- 2011. 03. 01 21학급 편성(특수학급 1포함)
- 2012. 03. 01 22학급 편성(특수학급 1포함)
- 2013. 03. 01 대전광역시교육청 지정 방과후학교 시범학교(1년간)
- 2013. 11. 22 대전광역시교육청 방과후학교 TOP-School 최우수학교 교육감 표창
- 2013. 12. 20 대전광역시교육청 연구시범학교 운영 결과 최우수학교 교육감 표창
- 2014. 03. 01 대전용운초등학교병설유치원 2학급 개원
- 2015. 03. 01 19학급 편성(특수학급 1포함)

## 참고 자료
- 대전용운초등학교 - 한국교육학술정보원 학교알리미